# Tina Graffman
Christina Gunhild Graffman, känd som Tina Graffmann, född 3 september 1958 i Colombia, är en svensk TV-producent.
Tina Graffman föddes i Colombia där morfadern drev boskapsfarmer och kaffeplantager och växte upp på Kivinge gård, Övergrans församling, Uppland. Hon är dotter till godsägaren Hans Graffman och Gunilla, ogift Tamm, samt sondotter till hovrättslagmannen Gösta Graffman och sondotterdotter till företagsledaren Casper Tamm. Hon är även brorsdotter till Göran, Sten och Anita Graffman.
Graffman är utbildad sjuksköterska och har arbetat vid Karolinska sjukhuset i Stockholm. Vidare har hon studerat vid IHM Business School och har verkat i TV-branschen sedan början av 1990-talet, först vid TV3 sedan TV4, Nordisk Film och nu Meter Television. Hon har producerat program som Moraeus med mera och Stjärnorna på slottet.
Tina Graffman var gift första gången 1983–1986 med kocken Ulf Wagner (född 1955) och andra gången 1990–2002 med TV-chefen Tobias Bringholm (född 1960). Numera är hon sambo med Karl Skoog (född 1976), marknadschef vid Fotografiska. Hon har två barn, födda 1993 och 1994, från äktenskapet med Bringholm.